# Умар Бадемба
Умар Бадемба (д/н —після 1897) — 17-й альмамі імамату Фута-Джаллон в 1896—1897 році. Відомий також як Умару II.

## Життєпис
Походив з клану Альфайя. Відомостей про його батьків обмаль. Брав участь у походах голови свого клана Ахмаду Даара. після його загибелі у боротьбі проти Бубакара III Сорі очолив клан.
1896 року звернувся по допомогу до французької адміністрації і Сіне-Салумі. У вересні або жовтні того ж року був визнаний французами новим альмамі Фута-Джаллону. У листопаді 1896 року брав участь у битві біля Поредака, де було подолано Бубакара III, що загинув.
Втім його влада виявилися обмеженою, оскільки альмамі вимушений був погодитися на французький протекторат, що обмежував зовнішні зносини, встановлював французьку торгівельну монополію, впроваджував посаду французького адміністратора в імаматі. 1897 року почав готувати загальне повстання проти загарбників, але був викритий й за наказом адміністратора Ернеста Нуару висланий до Габону. Подальша доля невідома. Новий альмамі французи призначили Бабу Ахму.